# Georg Steinfelder
Georg Steinfelder (Veele, 5 februari 1914 – Nordhausen, 7 maart 1945) was een Nederlandse landarbeider en verzetsstrijder.

## Biografie
Steinfelder was een zoon van de arbeider Georg Steinfelder en de dienstmeid Jantina Nuus. Hij was ongehuwd. Hij was landarbeider te Oude Pekela en aanhanger van de CPN.
Steinfelder was lid van de verzetsgroep Noorderlicht. Hij verspreidde communistische pamfletten. Op 10 september 1941 werd hij door de SD gearresteerd en overgebracht naar concentratiekamp Mittelbau-Dora in Nordhausen, waar hij op 7 maart 1945 overleed.